# El Milia
El Milia è un comune dell'Algeria, situato nella provincia di Jijel.